# Мікросхема

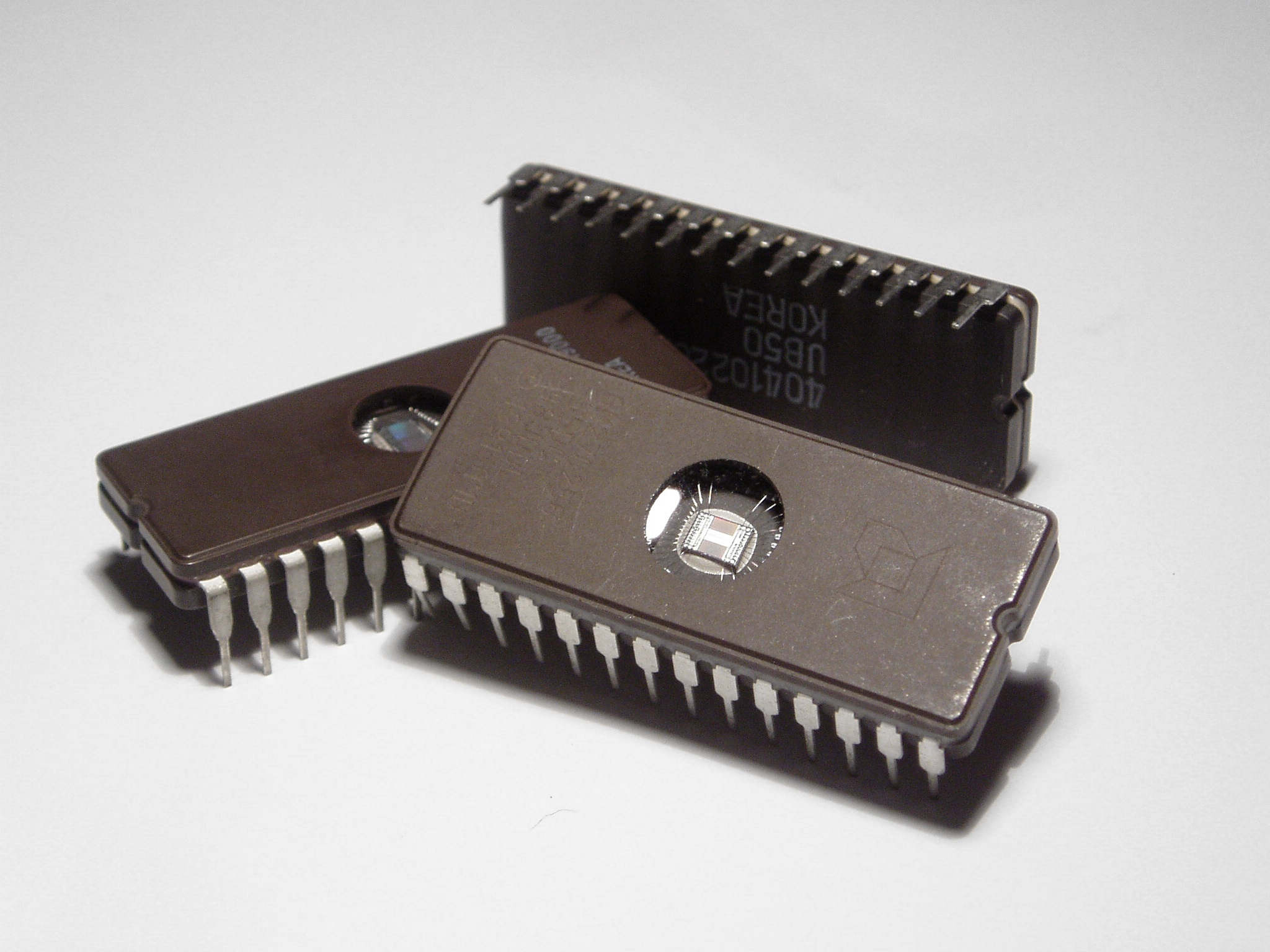
Мікросхема (EPROM) з прозорим віконцем, через яке видно кристал напівпровідника

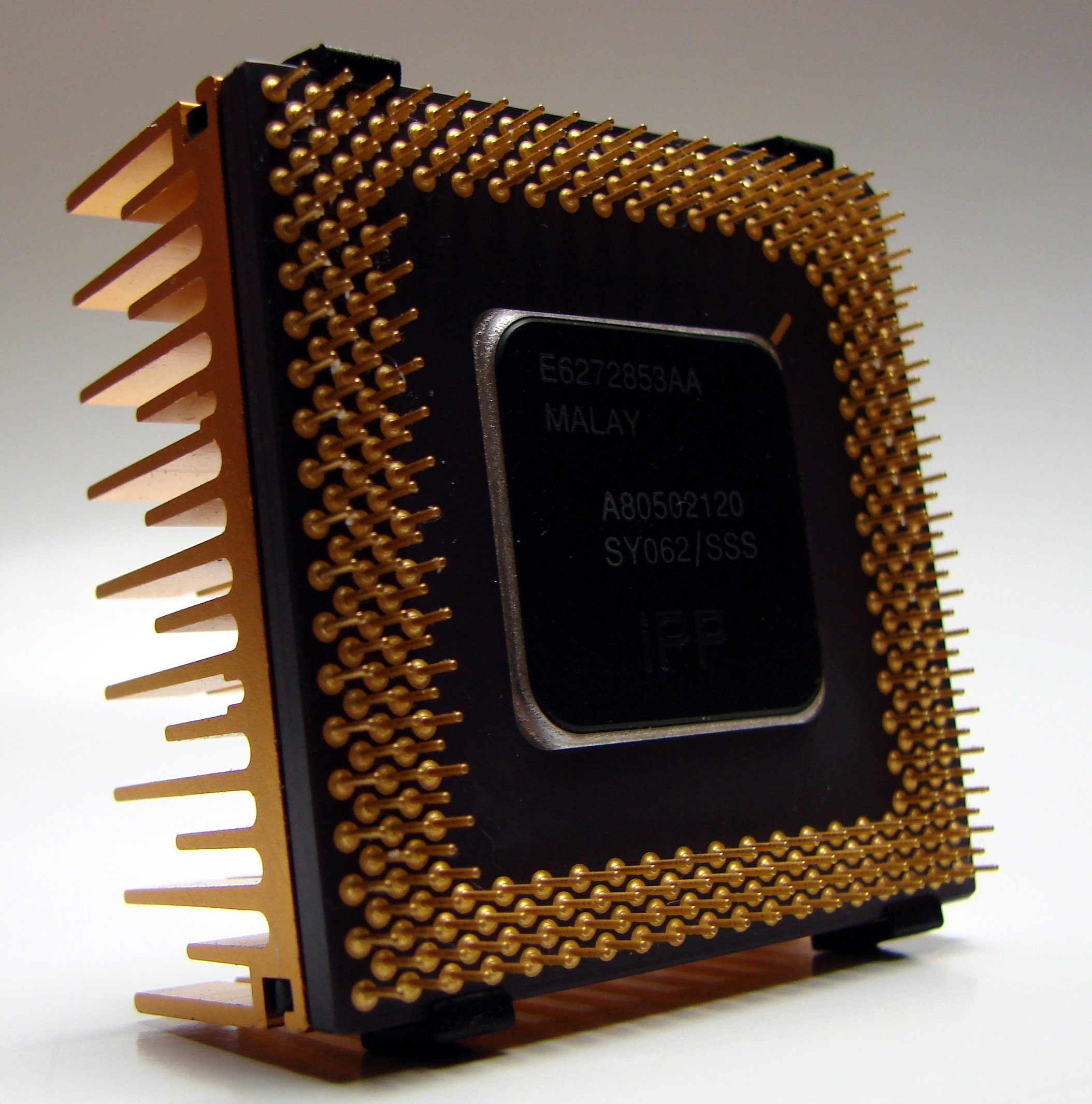
Мікропроцесор Intel Pentium з тепловідводом

Мікросхе́ма (інтегральна мікросхема, інтегральна схема(ІС), чип, мікрочип, англ. integrated circuit) — напівпровідниковий електронний пристрій, який являє собою набір електронних схем на одній суцільній пластині («підкладці») з напівпровідникового матеріалу, зазвичай кремнію. Часто під інтегральною схемою розуміють власне кристал або плівку з електронною схемою, а під мікросхемою — інтегральну схему в корпусі. Принцип створення інтегральних мікросхем було розроблено 1958 року американськими винахідниками Джеком Кілбі та Робертом Нойсом.
Велика кількість крихітних транзисторів, виготовлених за МОН-технологією (метал-оксид-напівпровідник) інтегрується в невелику мікросхему, це призводить до того, що електронні пристрої є на порядки менші, швидші та дешевші, ніж ті, що складаються з дискретних (окремих) компонентів. Масове виробництво інтегральних схем, їх можливості, надійність забезпечили їх швидке впровадження та високу популярність — на сьогодні мікросхеми використовуються практично в усьому електронному обладнанні та зробили революцію у світі електроніки. Комп'ютери, мобільні телефони та інша побутова техніка з електронними пристроями є визначальною ознакою сучасної цивілізації.
У 1961 році фірма Fairchild Semiconductor Corporation випустила інтегральні схеми у вільний продаж, і їх відразу стали використовувати у виробництві калькуляторів і комп'ютерів замість окремих транзисторів, що дозволило значно зменшити їхній розмір, та збільшити продуктивність. З того часу розмір, швидкість і ємність чипів надзвичайно зросли завдяки технічним досягненням, які дозволяють створювати все більше і більше МОП-транзисторів на мікросхемах однакового розміру — сучасна мікросхема може мати багато мільярдів МОП-транзисторів на області розміром з людський ніготь. Завдяки цим досягненням сучасні комп'ютерні мікросхеми мають у мільйони разів більший обсяг пам'яті та у тисячі разів більшу швидкодію, ніж комп'ютерні мікросхеми початку 1970-х років (закон Мура).
Інтегральні мікросхеми мають дві основні переваги перед електронними пристроями, виконаними з дискретних елементів — вартість і продуктивність. Вартість низька, оскільки мікросхеми з усіма їхніми компонентами виготовляються («друкуються») за допомогою фотолітографії, а не складаються з окремих транзисторів. Крім того, мікросхеми використовують набагато менше матеріалів, ніж дискретні схеми. Продуктивність висока, оскільки компоненти мікросхеми швидко перемикаються та споживають порівняно мало електроенергії через невеликий розмір і близьке розташування. Основним недоліком інтегральних мікросхем є висока вартість їх проектування та виготовлення необхідних фотошаблонів. Така висока початкова вартість означає, що вони є комерційно вигідними лише при достатньо великих обсягах виробництва.
Перша радянська напівпровідникова мікросхема була створена у 1961 році, в Таганрозькому радіотехнічному інституті, в лабораторії Л. Н. Колесова.

## Історія
Винахід мікросхем розпочався з вивчення властивостей тонких оксидних плівок, що проявляються в ефекті поганої електропровідності при невеликій електричній напрузі. Проблема полягала в тому, що в місці зіткнення двох металів не відбувалося електричного контакту або він мав полярні властивості. Глибокі вивчення цього феномену привели до винаходу діодів, а пізніше до транзисторів і інтегральних мікросхем.
У 1958 році двоє учених, що жили в абсолютно різних місцях, винайшли практично ідентичну модель інтегральної схеми. Один з них, Джек Кілбі, працював на Texas Instruments, інший, Роберт Нойс, був одним із засновників невеликої компанії по виробництву напівпровідників Fairchild Semiconductor. Обох об'єднало питання: «Як в мінімум місця вмістити максимум компонентів?». Транзистори, резистори, конденсатори та інші деталі у той час розміщувалися на платах окремо, і вчені вирішили спробувати їх об'єднати на одному монолітному кристалі з напівпровідникового матеріалу. Тільки Кілбі скористався германієм, а Нойс віддав перевагу кремнію. У 1959 році вони окремо один від одного отримали патенти на свої винаходи — почалося протистояння двох компаній, яке закінчилося мирним договором і створенням спільної ліцензії на виробництво чипів. Після того, як в 1961 році Fairchild Semiconductor Corporation пустила інтегральні схеми у вільний продаж, їх відразу стали використовувати у виробництві калькуляторів і комп'ютерів замість окремих транзисторів, що дозволило значно зменшити розмір і збільшити продуктивність.
Перша в СРСР напівпровідникова інтегральна мікросхема була розроблена (створена) на основі планарної технології, розробленої на початку 1960 року в НДІ-35 (потім перейменований в НДІ «Пульсар») колективом, який надалі був переведений в НДІМЕ (Мікрон). Створення першої радянської кремнієвої інтегральної схеми було сконцентроване на розробці і виробництві з метою використання у військовій техніці серії інтегральних кремнієвих схем МС-100 (37 елементів — еквівалент складності схемотехніки тригера, аналога американських ІС серії SN51 фірми Texas Instruments). Зразки-прототипи і виробничі зразки кремнієвих інтегральних схем для відтворення були отримані зі США. Роботи проводилися НДІ-35 (директор Трутко) і Фрязінським заводом (директор Колмогоров) за оборонним замовленням для використання в автономному висотомірі системи наведення балістичної ракети. Розробка містила шість типових інтегральних кремнієвих планарних схем серії МС-100 і з організацією дослідного виробництва зайняла в НДІ-35 три роки (з 1962 по 1965 рік). Ще два роки пішло на освоєння заводського виробництва з військовим прийманням у Фрязіно (1967 рік).

## Рівні проєктування
- Логічний — логічна схема (логічні інвертори, елементи АБО-НЕ, І-НЕ тощо).
- Схемо- і системотехнічний рівень — схемо- і системотехнічна схеми (тригери, компаратори, шифратори, дешифратори, АЛП тощо).
- Електричний — принципова електрична схема (транзистори, конденсатори, резистори тощо).
- Фізичний — методи реалізації одного транзистора (чи невеликої групи) у вигляді легованих зон на кристалі.
- Топологічний — схеми трасування друкованих плат та топологічні фотошаблони для виробництва.
- Програмний рівень — дозволяє програмістові програмувати (для мікроконтролерів і мікропроцесорів) модель, що розробляється, використовуючи віртуальну схему.

Нині велика частина інтегральних схем проєктується за допомогою спеціалізованих САПР, які дозволяють автоматизувати і значно прискорити виробничі процеси. Програми проєктування електронних систем, наприклад, дозволяють створювати креслення принципових схем, обирати найкраще розміщення електронних компонентів (для досягнення найменшої довжини струмопровідних доріжок, балансування сигнальних ліній тощо), генерувати файли фотошаблонів та інструкцій для виготовлення схем на верстатах з ЧПК.

## Технології виготовлення

### Елементна база
Основним елементом аналогових мікросхем є транзистори (біполярні або польові). Різниця в технології виготовлення транзисторів істотно впливає на характеристики мікросхем. Тому нерідко в описі мікросхеми вказують технологію виготовлення, щоб підкреслити тим самим загальну характеристику властивостей і можливостей мікросхеми. У сучасних технологіях об'єднують технології біполярних і польових транзисторів, щоб добитися поліпшення характеристик мікросхем.
За технологією виготовлення транзисторів мікросхеми поділяються:
- мікросхеми на уніполярних (польових) транзисторах — найекономніші (по споживанню струму);
- мікросхеми на біполярних транзисторах.

### Технологічний процес
При виготовленні мікросхем використовується метод фотолітографії (проєкційної, контактної та ін.), при цьому схему формують на підкладці (зазвичай з кремнію), отриманій шляхом різання алмазними дисками монокристалів кремнію на тонкі пластини. Зважаючи на крихітність лінійних розмірів елементів мікросхем, від використання видимого світла, і навіть ближнього ультрафіолету, при засвіченні давно відмовилися.
Як характеристики технологічного процесу виробництва мікросхем вказують мінімальні контрольовані розміри топології фотоповторювача (контактні вікна в оксиді кремнію, ширина затворів в транзисторах і т. д.) і, як наслідок, розміри транзисторів (і інших елементів) на кристалі. Цей параметр, проте, знаходиться у взаємозалежності з рядом інших виробничих можливостей: чистотою отримуваного кремнію, характеристиками інжекторів, методами фотолітографії, методами витравлення і напилення.
В 1970-х роках мінімальний контрольований розмір становив 2-8 мкм, в 1980-х був зменшений до 0,5-2 мкм. Деякі експериментальні зразки устаткування фотолітографії рентгенівського діапазону забезпечували мінімальний розмір 0,18 мкм.
В 1990-х роках, через новий виток «війни платформ», експериментальні методи стали впроваджуватися у виробництво і швидко удосконалюватися. На початку 1990-х процесори (наприклад, ранні Pentium і Pentium Pro) виготовляли за технологією 0,5-0,6 мкм (500—600 нм). Потім їх рівень піднявся до 250—350 нм. Наступні процесори (Pentium 2, K6 — 2, Athlon) вже робили за технологією 180 нм.
Наприкінці 1990-х фірма Texas Instruments створила нову ультрафіолетову технологію з мінімальним контрольованим розміром близько 80 нм. Але досягти її в масовому виробництві не вдавалося аж до недавнього часу. За станом на 2009 рік технології вдалося забезпечити рівень виробництва аж до 90 нм.
Нові процесори (спершу це був Core 2 Duo) роблять по новій УФ-технології 45 нм. Є і інші мікросхеми, що давно досягли і перевищили цей рівень (зокрема, відеопроцесори і флеш-пам'ять фірми Samsung — 40 нм). Проте подальший розвиток технології викликає все більше труднощів. Обіцянки фірми Intel по переходу на рівень 30 нм вже до 2006 року так і не збулися.
За станом на 2009 рік альянс провідних розробників і виробників мікросхем працює над технологічним процесом 32 нм.
У 2010-му в роздрібному продажі вже з'явилися процесори, розроблені по 32-х нм технологічному процесу.

### Ступінь інтеграції
Залежно від ступеня інтеграції застосовують наступні назви інтегральних схем:
| Скорочення        | Розшифровка                                                      | Рік  | Кількість транзисторів  | Кількість вентилів   |
| ----------------- | ---------------------------------------------------------------- | ---- | ----------------------- | -------------------- |
| МІС (англ. SSI)   | мала інтегральна схема (англ. small-scale integration)           | 1964 | від 1 до 10             | 1 до 12              |
| СІС (англ. MSI)   | середня інтегральна схема (англ. medium-scale integration)       | 1968 | від 10 до 500           | від 13 до 99         |
| ВІС (англ. LSI)   | велика інтегральна схема (англ. large-scale integration)         | 1971 | від 500 до 20 000       | від 100 до 9999      |
| НВІС (англ. VLSI) | надвелика інтегральна схема (англ. very large-scale integration) | 1980 | від 20 000 до 1 000 000 | від 10 000 до 99 999 |
| англ. ULSI        | англ. ultra-large-scale integration                              | 1984 | від 1 000 000 і більше  | від 100 000 і більше |

### Контроль якості
Для контролю якості інтегральних мікросхем широко застосовують так звані тестові структури.

## Серії мікросхем
Аналогові і цифрові мікросхеми випускаються серіями. Серія — це група мікросхем, що мають єдине конструктивно-технологічне виконання і призначені для спільного застосування. Мікросхеми однієї серії, як правило, мають однакову напругу джерел живлення, погоджені по вхідних і вихідних опорах, рівнях сигналів. Наприклад, серія 74HC — серія цифрових CMOS мікросхем загального призначення з ТТЛ-сумісними входами та виходами, а серія 54HC — її варіант з розширеним температурним діапазоном військового призначення (також називають підсерією).

## Корпуси мікросхем
Мікросхеми випускаються в двох конструктивних варіантах — корпусному і безкорпусному.
Безкорпусна мікросхема — це напівпровідниковий кристал, призначений для монтажу в гібридну мікросхему або мікрозбірку (можливий безпосередній монтаж на друковану плату). Корпус мікросхеми — це частина конструкції мікросхеми, призначена для захисту від зовнішніх дій і для з'єднання із зовнішніми електричними колами за допомогою виводів. Корпуси стандартизовані для спрощення технологічного процесу виготовлення виробів з різних мікросхем. Число стандартних корпусів обчислюється сотнями. У сучасних імпортних корпусах для поверхневого монтажу застосовують і метричні розміри: 0,8 мм; 0,65 мм і інші.

## Призначення
Інтегральна мікросхема може мати закінчений, скільки завгодно складний, функціонал — аж до цілого мікрокомп'ютера (однокристальний мікрокомп'ютер).

### Аналогові схеми
- Операційні підсилювачі
- Компаратори
- Генератори сигналів
- Фільтри (у тому числі на п'єзоефекті)
- Аналогові помножувачі
- Аналогові атенюатори і регульовані підсилювачі
- Стабілізатори джерел живлення: стабілізатори напруги і струму
- Мікросхеми управління імпульсних блоків живлення
- Перетворювачі сигналів
- Схеми синхронізації
- Різні датчики (температури та ін.)

### Цифрові мікросхеми
- Логічні елементи
- Тригери
- Лічильники
- Регістри
- Буферні перетворювачі
- Шифратори
- Дешифратори
- Цифровий компаратор
- Мультиплексори
- Демультиплексори
- Суматори
- Напівсуматори
- Ключі
- Арифметико-логічні пристрої
- Мікроконтролери
- (Мікро) процесори (у тому числі ЦП для комп'ютерів)
- Однокристальні мікрокомп'ютери
- Мікросхеми і модулі пам'яті
- ПЛІС (програмовані логічні інтегральні схеми)

Цифрові інтегральні мікросхеми мають ряд переваг в порівнянні з аналоговими:
- Зменшене енергоспоживання пов'язане із застосуванням в цифровій електроніці імпульсних електричних сигналів. При отриманні і перетворенні таких сигналів активні елементи електронних пристроїв (транзисторів) працюють в «ключовому» режимі, тобто транзистор або «відкритий» — що відповідає сигналу високого рівня (1), або «закритий» — (0), в першому випадку на транзисторі немає падіння напруги, в другому — через нього не йде струм. У обох випадках енергоспоживання близьке до 0, на відміну від аналогових пристроїв, в яких велику частину часу транзистори знаходяться в проміжному (резистивному) стані.
- Висока завадостійкість цифрових пристроїв пов'язана з великою відмінністю сигналів високого (наприклад, 2,5-5 В) і низького (0-0,5 В) рівня. Помилка можлива при таких перешкодах, коли високий рівень сприймається як низький і навпаки, що малоймовірно. Крім того, в цифрових пристроях можливе застосування спеціальних кодів, що дозволяють виправляти помилки.
- Велика відмінність сигналів високого і низького рівня і досить широкий інтервал їх допустимих змін робить цифрову техніку нечутливою до неминучого в інтегральній технології розкиду параметрів елементів, позбавляє від необхідності підбору і налаштування цифрових пристроїв.

### Аналогово-цифрові схеми
- Цифро-аналогові (ЦАП) і аналогово-цифрові перетворювачі (АЦП)
- Цифрові обчислювальні синтезатори (ЦОС)
- Трансивери (наприклад, перетворювач інтерфейсу Ethernet)
- Модулятори і демодулятори
- Радіомодеми
- Декодери телетексту, УКХ-радіо-тексту
- Трансивери Fast Ethernet і оптичних ліній
- Dial — Up модеми
- Приймачі цифрового ТБ
- Сенсор оптичної миші
- Перетворювачі напруги живлення і інші пристрої на перемикальних конденсаторах
- Цифрові атенюатори
- Схеми фазового автопідстроювання частоти (ФАПЧ) з послідовним інтерфейсом
- Комутатори
- Генератори і відновники частоти тактової синхронізації
- Базові матричні кристали (БМК): містить як аналогові, так і цифрові первинні елементи